# Algathia insularis
Algathia insularis là một loài tò vò trong họ Ichneumonidae.